# Adócsalás
Az adócsalás egy bűncselekmény.  Magyarországon a Btk-t módosító 2012. évi C. törvény 2012. január 1-jétől az adócsalás helyett bevezette a költségvetési csalás nevű különös részi tényállást.

## A magyar büntetőjogban
A magyar büntetőjogban pénzügyi bűncselekmény. 
A 2011. évi LXIII. törvény – többek között – az adócsalás (Btk. 310. §)  törvényi tényállását 2012. január 1. napjával hatályon kívül helyezte. A hatályos Btk-ban a korábban önálló bűncselekmény  a költségvetési csalás fogalma alá tartozik.